# Jesse McCartney
Jesse Arthur McCartney (født 9. april 1987 i New York City, USA) er en amerikansk sanger og skuespiller, mest kendt for sin rolle som Bradin Westerly i den amerikanske tv-serie Summerland og solo-albummet Beautiful Soul. 
Jesse McCartney er søn af Ginger og Scot McCartney og har to yngre søskende, Lea og Timmy. 
Han er ikke i familie med den engelske rockstjerne Paul McCartney. 
- Søskende: Lillebroderen Timmy og lillesøsteren Lea.
- Idoler: Gavin DeGraw og James Taylor.

## Karriere
Jesse McCartneys karriere startede, da han som syvårig opdagede sin interesse for skuespilfaget i en lokal teateropsætning af Oliver. Som 10-årig sang han i gruppen Sugar Beats, og et år efter fik han rollen som Adam Chandler Jr. i tv-serien All my Children. I boybandet Dream Street sang Jesse McCartney med fire andre drenge i tre år, og nåede inden de gik hvert til sit at turnere med Britney Spears og Backstreet Boys. Herefter startede hans solokarriere med hit-singlen Beautiful Soul. I september 2006 udgav Jesse McCartney sit andet album Right Where You Want Me og i maj 2008 sit tredje album Departure han har også lige udgivet et album "Departure:Recharged" Som Indeholder de fleste sange fra "Departure" og 3 nye. Han har sunget duetten Don't Go Breaking My Heart med Anne Hathaway.
Et nyt album er på vej med navnet: "Have It All". Den skulle originalt have været udgivet i december 2010, men er udskudt til 2011. Den første single hedder: "Shake" og blev sendt ud i radioerne sidste år.
Jesse har spillet med i filmene Keith(2007) og Pizza(2005).
Derudover er han dukket op i Hannah Montana et par gange.
Han skrev sammen med Ryan Tedder, fra bandet "One Republic", Leona Lewis´megahit "Bleeding Love"